# روجر جيبس
روجر جيبس (بالإنجليزية: Roger Gibbs)‏ هو شخصية أعمال بريطاني، ولد في 13 أكتوبر 1934، وتوفي في 3 أكتوبر 2018.